# Вејланд (Њујорк)
Вејланд (енгл. Wayland) град је у америчкој савезној држави Њујорк.

## Демографија
По попису из 2010. године број становника је 1.865, што је 28 (-1,5%) становника мање него 2000. године.
| Група             | 2000.         | 2010.         |
| Белци             | 1.828 (96,6%) | 1.788 (95,9%) |
| Афроамериканци    | 21 (1,1%)     | 25 (1,3%)     |
| Азијати           | 9 (0,5%)      | 14 (0,8%)     |
| Хиспаноамериканци | 20 (1,1%)     | 21 (1,1%)     |
| Укупно            | 1.893         | 1.865         |